# Boots of Spanish Leather
Boots of Spanish Leather è una canzone di Bob Dylan, pubblicata nel suo album The Times They Are a-Changin' del 1964.
La registrazione viene eseguita dal solo Dylan alla chitarra acustica, pizzicata secondo lo stile del fingerpicking.
Dal punto di vista lirico, Boots of Spanish Leather (in italiano Stivali di pelle spagnola) è una "ballata inquieta e abbandonata nei secoli dei secoli, una classica storia di Dylan di due amanti, tra bivi e il mare aperto". Il brano è scritto in forma di dialogo, con i primi sei versi alternati tra i due amanti; tuttavia, gli ultimi tre versi sono tutti visti attraverso l'amante che è stato lasciato. All'interno di questi nove versi uno degli innamorati - una donna - attraversa il mare. Scrive, chiedendo se il suo uomo vorrebbe qualche dono ma lui rifiuta, affermando che la vuole solo indietro. Verso gli ultimi versi diventa chiaro che la donna non sia di ritorno e alla fine scrive appunto che potrebbe non ritornare mai più. Il suo amante si accorge di quanto è successo e finalmente le indirizza una richiesta materiale: "Stivali spagnoli di cuoio spagnolo".
Michael Gray afferma che esiste una forte somiglianza tra questo brano e la canzone folk Blackjack Davey, che Dylan ha arrangiato e registrato per il suo album Good as I Been to You del 1992, in cui le calzature in pelle spagnola hanno anche qui un ruolo significativo.
A livello melodico c'è una forte somiglianza con la canzone "Girl from the North Country", incisa dal cantautore nel suo secondo disco The Freewheelin' Bob Dylan.

La canzone è inclusa nella Norton Anthology of Poetry, quinta edizione, nella sezione intitolata "Ballate popolari del XX secolo".
Sebbene la eseguisse occasionalmente dal vivo sin dalla sua composizione, Dylan non iniziò a suonare Boots of Spanish Leather regolarmente fino a quando non ebbe inizio il Never Ending Tour nel 1988.

## Cover
Boots of Spanish Leather è stata reinterpretata da numerosi artisti tra i quali:
- Joan Baez: Any Day Now (1968)
- Sebastian Cabot: Sebastian Cabot, Actor-Bob Dylan, Poet (1967)
- Dervish: Spirit (2003)
- The Dubliners: 30 Years A-Greying (1992) (with De Dannan)
- Richie Havens: Electric Haven (1966)
- Dan McCafferty: Dan McCafferty (1975)
- Ronnie Drew ed Eleanor Shanley nel loro album dal vivo A Couple More Years (2000)
- T. Duggins: T. Duggens:Undone (2006)
- Patti Smith: "Bowery Ballroom" (12/30/2010)
- The Airborne Toxic Event: Chimes of Freedom: Songs of Bob Dylan Honoring 50 Years of Amnesty International (24 gennaio 2012)
- Amos Lee: suonata nella scena iniziale del decimo episodio dell'ultima stagione della serie Sons Of Anarchy prodotta da FX.
- The Lumineers: "Cleopatra" Target Exclulsive Edition (2016)